# DandeLion Animation Studio
DandeLion Animation Studio Inc.  (株式会社ダンデライオンアニメーションスタジオ Kabushiki-gaisha Danderaion Animēshon Sutajio?), es un estudio de animación japonés fundado en 2007. Es miembro asociado de The Association of Japanese Animations. Su enfoque principal está en la animación digital, utilizando técnicas de 3DCG e ilustración digital.

## Historia
Después de trabajar como director de CG en Toei Animation, Kazuhiro Nishikawa decidió independizarse con la visión de "crear anime centrado en CG desde su conceptualización". En abril de 2007, fundó Dandelion Animation Studio LLC  (ダンデライオンアニメーションスタジオLLC?). En ese momento, la empresa contaba con solo cinco empleados.
En marzo de 2013, Dandelion Animation Studio inauguró su segundo estudio, seguido de un tercer estudio en abril de 2014. Sin embargo, en octubre de 2016, consolidaron todas sus operaciones y trasladaron su sede actual junto con aproximadamente 80 empleados. En marzo de 2015, establecieron una unidad especializada en dibujo digital, fortaleciendo su enfoque en la animación digital.
El 20 de marzo de 2018, Dandelion Animation Studio cambió su razón social de una sociedad de responsabilidad limitada (LLC) a una sociedad anónima (Inc.), pasando a llamarse oficialmente DandeLion Animation Studio Inc.  (株式会社ダンデライオンアニメーションスタジオ?). El 22 de agosto del mismo año, firmó una alianza de capital y negocios con Toei Animation, con el objetivo de fortalecer su capacidad para planificar, producir y distribuir contenido digital.
El estudio se caracteriza por su capacidad para desarrollar tecnología de CG adaptable a diversos géneros y por su estilo de producción meticuloso, especialmente en la animación de personajes.

## Obras

### Series de televisión
| Año  | Título                          | Director                | Fecha de primera transmisión | Fecha de última transmisión | Eps. | Notas                                                              | Refs. |
| ---- | ------------------------------- | ----------------------- | ---------------------------- | --------------------------- | ---- | ------------------------------------------------------------------ | ----- |
| 2014 | 47 Todōfuken R                  | Kazuhiro Nishikawa      | 11 de enero de 2014          | 29 de marzo de 2014         | 12   | Historia original.                                                 | [ 4 ] |
| 2017 | Pingu in the City               | Naomi Iwata             | 7 de octubre de 2017         | 31 de marzo de 2018         | 26   | Historia original de Pingu.                                        | [ 5 ] |
| 2017 | RoboMasters the Animated Series | Yasutaka Yamamoto       | 13 de octubre de 2017        | 17 de noviembre de 2017     | 6    | Historia original. Coproducción junto a Gonzo.                     | [ 6 ] |
| 2018 | Akanesasu Shōjo                 | Jin Tamamura Yūichi Abe | 1 de octubre de 2018         | 17 de diciembre de 2018     | 12   | Historia original. Coproducción junto a Jūmonji y Okuruto Noboru.  | [ 7 ] |
| 2026 | Eleceed                         | Hiroshi Nishikiori      | 2026                         | —                           | —    | Adaptación del manhwa escrito por Son Je-ho e ilustrado por Zhena. | [ 8 ] |

### Películas
| Año  | Título              | Director       | Fecha de lanzamiento   | Duración | Notas | Refs.         |
| ---- | ------------------- | -------------- | ---------------------- | -------- | --- | ------------- |
| 2022 | The First Slam Dunk | Takehiko Inoue | 3 de diciembre de 2022 | 124m     | Adaptación del manga escrito e ilustrado por Takehiko Inoue. Coproducción junto a Toei Animation.        | [ 9 ] [ 10 ]  |
| 2024 | Magic Candies       | Daisuke Nishio | 2 de marzo de 2024     | 21m      | Cortometraje inspirado en el libro ilustrado coreano Magic Candies. Coproducción junto a Toei Animation. | [ 11 ] [ 12 ] |

### ONAs
| Año  | Título                                       | Director       | Fecha de primera transmisión | Fecha de última transmisión | Eps. | Notas | Refs.  |
| ---- | -------------------------------------------- | -------------- | ---------------------------- | --------------------------- | ---- | --- | ------ |
| 2020 | RabbiTube: Creator ni Challenge!             | Desconocido    | 24 de enero de 2020          | 5 de diciembre de 2021      | 16   | Episodios cortos de YouTube para celebrar los cumpleaños de los personajes del videojuego.                  | [ 13 ] |
| 2020 | Pokétoon                                     | Varios         | 4 de junio de 2020           | 28 de diciembre de 2021     | 8    | Episodios publicados en el canal de YouTube de Pokémon Kids TV Japón. Coproducción junto a varios estudios. | [ 14 ] |
| 2023 | Ensemble Stars!! Tsuioku Selection Crossroad | Osamu Yamasaki | 10 de noviembre de 2023      | 15 de noviembre de 2023     | 6    | Adaptación de un juego para teléfonos inteligentes de Happy Elements.                                       | [ 15 ] |
| 2024 | Ensemble Stars!! Tsuioku Selection Checkmate | Osamu Yamasaki | 10 de marzo de 2024          | 15 de marzo de 2024         | 6    | Adaptación de un juego para teléfonos inteligentes de Happy Elements.                                       | [ 16 ] |